# Idrissides
 (avril 2025).
Si vous disposez d'ouvrages ou d'articles de référence ou si vous connaissez des sites web de qualité traitant du thème abordé ici, merci de compléter l'article en donnant les références utiles à sa vérifiabilité et en les liant à la section « Notes et références ».
En pratique : Quelles sources sont attendues ? Comment ajouter mes sources ?
 (septembre 2024).
Motif : Article non fondé sur la recherche contemporaines
 (janvier 2021).
789–985
Entités précédentes :
- Tribus indépendantes et petites principautés formées à la suite de la Grande révolte berbère (dont le royaume sufrite de Tlemcen)

Entités suivantes :
- Califat de Cordoue (par vassaux interposés)
- Califat des Fatimides (par vassaux interposés)

Les Idrissides (arabe : الأدارسة, Al-Adarissa) sont une dynastie arabe chérifienne de souche alide, ayant régné sur l'actuel Maroc et certaines parties de l'ouest de l'Algérie actuelle.  
La dynastie doit son nom à Idris Ier, arrière-petit-fils d'Al-Hassan ibn Ali, tenant du chiisme zaïdite, qui se fait reconnaître comme imam par la population berbère des Awrabas. Son fils, Idriss II, entreprend l'unification du pays et pose les bases de l'État idrisside axé autour d'une administration centrale, le makhzen. 
Pendant la seconde moitié du Xe siècle, le pouvoir idrisside s'effondre sous l'effet des incursions et des interventions des Omeyyades d'Espagne, des Zirides — vassaux des Fatimides — et des Zénètes ; ils achèvent de perdre leur pouvoir effectif en 972. Ils sont définitivement écartés en 985, après l'échec de la restauration du dernier émir en exil, Al-Hasan ben Kannun, qui est assassiné.

## Histoire

### Idris II calife de Fès
Les Awraba désignent comme successeur son fils a naître, Idris II. En 804, ils jurent fidélité à la mosquée de Walili au petit prince Idris, sous la tutelle d'Abou Khaled Yazid b. Al Yas Al Abdi. En 807- 809, Idris II tue le chef de la tribu des Awraba, un partisan de la cause des Aghlabides. Il a aussi une armée composée de 500 guerriers Arabes.
La ville de Volubilis étant devenue trop petite pour les serviteurs d'Idris II,  il décide de transférer sa capitale à Fès, alors que cette ville était sous le contrôle des B. Borghos (des mages, des juifs et des chrétiens) et des B. Khayr (tribus zwaghiennes). Les deux peuplades embrassent l'islam et font profession de foi à Idris II.  En 807, Idris refonde la ville de Fès en y entreprenant de grandes constructions (quartier Adwat Al Andalous, quartier Al Qaraouiyine, mosquée des charifs, etc.). Idris II confie son autorité aux Awraba en 812 et se proclame calife. 
Il fait  la guerre contre les Masmoudas et occupe leurs villes. En 814, Idris II parvint à prendre Tlemcen et reçoit de Muhammad b. Khazer le serment d'obéissance. Idris II reste durant 3 ans à Tlemcen et il réussit à supprimer le Kharidjisme de la région et à enlever aux Abbassides tout le pays du Souss à Chlef. Les Aghlabides ne pouvaient plus s'opposer à Idris II. En 828, Idris II meurt et son fils Muhammad prend le pouvoir.

### Du partage des fils d'Idriss II à la réunification par Ali
Le royaume Idrisside est partagé entre les frères, selon les conseils de leur grand-mère Kenza al-Awrabiya. Al Qassim obtient les villes de Tanger, Basra, Ceuta, Tetouan et Hadjer An-Nasr. Omar reçoit Tikisas et Tergha y compris le commandement des tribus Sanhadjas et Ghomaras. Daoud a le pays des Houaras, Tasul, Taza et le pouvoir sur les tribus Miknassa et Ghiata. Abdullah récolte Aghmat, Anfis, les montagnes des Masmoudas, le pays des Lamba et le reste du Sus al-Aksa. Le dernier frère, Yahya, décroche les villes d'Asilah et de Larache, le pays des Ouergha. Yahya désigne Issa au gouvernement de Chella, Salé, Azemmour, Tamesna et remet Walili à Hamza. Par contre Tlemcen reste  aux mains du fils de Sulayman b. Abdullah, qui est le frère d'Idris I. 
Ce partage provoque une guerre entre les frères idrissides. Le premier conflit oppose Issa et Muhammad. Issa succombe et ses territoires sont livrés à Omar. Al Qasim se soulève, mais Muhammad décide de lui faire la guerre. Al Qassim s'enfuit près d'Asilah. Il construit un ribat  près de la mer et il demeure caché jusqu'à sa mort. Omar meurt à Fedj Al Férès et est enterré à Fès en l'an 835. C'est l'ancêtre des Hammudites.
Abdullah reste fidèle à son aîné et ne déclenche aucun soulèvement. Muhammad fils d'Idris II meurt dans l'année 836. Le royaume idrisside revient à son fils Ali, qui a neuf ans. Les Aurébas se chargèrent de maintenir l'ordre jusqu'à sa mort en 848-849. Alors Yahya, fils de Muhammad prend l'autorité suprême du royaume. Fès connaît une phase de croissance. Plusieurs monuments et constructions y sont élevés. Ibn Khaldoun ne mentionne pas la date de la mort de Yahya qui reste inconnue. Yahya II, son fils, prend le pouvoir. Mais, il ose "porter atteinte à l'honneur des femmes", ce qui provoque un grand scandale et une importante révolte de la part d'Abderhaman b.Abd Sehl Al Djudami. Yahya est vite renversé et il meurt de chagrin la même journée. Son cousin, Ali b. Omar est proclamé souverain de toutes les provinces du Maghreb après cet événement, lui qui dirigeait le Rif avant la révolte. Ali se rend à Fès et obtient le serment de fidélité.

### La chute des idrissides
En 925, Al Hassan, dit Al Hajjam, fils de Muhammad b. Al Qassim b. Idris expulse Rihan et la tribu Kutama de Fès. Cela provoque la guerre entre Al Hajjam et Musa Ibn Abi'l Afya. Minhal, fils de Afya et deux mille miknassi sont tués dans la bataille. Dès que Yahya pénètre dans la ville de Fès, Hamed b. Hamdan de la tribu Aurébas le met en prison et le livre à Musa. Al Hajjam meurt lors de son évasion de prison, il fait une chute du haut de la muraille. Après la chute des Idrissides, les frères d'Al Hajjam s'évadent vers Basra dans le Rif. 
En 929, Ibrahim b. Muhammad b. Al Qassim  devient le chef, il construit le château de Hadjer An-Nasr dans le Rif. Mais les idrissides résistent : les fils d'Omar b.Idris s'emparent des terres des Ghumaras, de Tikisas à Ceuta et à Tanger. Mais, sous la pression des Omeyyades d'An Nacer, Abu'l Aych, fils d'Idris b.Omar livre la ville de Ceuta aux Omeyyades. Aussitôt après la mort d'Ibrahim b. Muhammad, Al Qassim, dit Al Kunnun, devient le chef des Idrissides et conserve le consentement des tribus Ghumaras. Ce chef décide de rejeter l'autorité d’Ibn Abi'l Afya, car ce dernier est devenu profatimides.
La prépondérance des Idrissides est mise à mal par la rivalité entre les Omeyyades de Cordoue et les Fatimides pendant la seconde moitié du Xe siècle ; le pouvoir idrisside s'effondre sous l'effet des incursions et des interventions des Omeyyades de Cordoue, des Fatimides et des Zénètes. Le rôle politique des Idrissides est anéanti par la campagne des Zirides, vassaux des Fatimides, en 972 et qui soumettent –momentanément– les Zénètes de la région,.
Les Omeyyades à cette époque prennent l'autorité sur le Maghreb et réussissent à prendre les campagnes des Zénètes dans le Rif. Fès est prise par les Banou Ifren qui l'abandonnent après aux Maghraouas. Les Idrissides ne contrôlent plus que le Rif avec les tribus Ghumara.
Les Omeyyades finissent de conquérir les territoires idrissides du Rif et ils déportent les descendants de Muhammad et d'Omar vers l'Espagne puis vers Alexandrie. Un certain nombre de la famille des idrissides réussit à passer en Espagne dans le contingent berbère de la tribu Ghumara.  Cela a permis la fondation  du royaume Hammudites. 
En 985, les Fatimides tentent une restauration, en appuyant un idrisside réfugié à leur cour, un certain Al-Hasan ben Kannun. Il cherche à reprendre la tête de son ancien État alors en proie aux raids et à l'influence des Omeyyades de Courdoue. Allié aux Zirides et à diverses tribus ayant rejoint sa cause, il échoue face aux Maghrawa et Benou Ifren sans parvenir à instaurer son autorité.

## Une dynastie préfatimide

### La fondation de Fès
La ville « Médina Fès » a été fondée par le chérif alide Idris Ier en 789 à l'emplacement de l'actuel quartier des Andalous. En 808, le régent Rashid Ben Morshid fonde « al-Aliya » sur l'autre rive de l'oued de Fès. Al Aliya se développe très vite et devient une véritable ville avec mosquée, palais et kissariya (halle, marché).

### Les branches issues du frère d'Idris, Sulayman
Selon Ibn Khaldoun dans son appendice IV, Sulayman s'échappe vers le Maghreb lors de la domination des Abbassides.  Arrivé à Tiaret après la mort de son frère Idris I, il  veut prendre le pouvoir. Mais les Berbères résistent à ses menaces et les Aghlabides le font arrêter. Sulayman se replie à Tlemcen et est maître de toutes les populations Zénètes de cette localité.
Son fils Muhammad b. Sulayman lui succède et ses enfants se partagent tout le Maghreb central après la mort de leur père. Le gouvernement de Tlemcen était sous la responsabilité de Ahmad, fils de Muhammad puis sous celle de Muhammad fils d'Ahmad auquel succède son fils Al-Qassim ben Muhammad. Issa, fils de Muhammad, obtient Archgul (ville et île sur la Tafna, rivière à huit lieues de Tlemcen) et il s'allie aux Fatimides. Le frère de Issa, Idris obtient la possession des Dejrawa. Son fils Abu'l Aïch Issa lui succède. Après la mort de Abou El Aïch Issa, El Hassen ben Abou El Aïch prend le pouvoir chez les Djerawas. Après cela, c'est au tour d'Ibrahim puis à ses fils (Yahya, Ibrahim et Idris). Idris reçoit Archgoul, par contre, son frère Yahya s'allie aux Omeyyades au temps de Abderhaman An Nacer. Cela provoque le mécontentement des Fatimides en 935. Yahya est arrêté par le général Misur.
La ville des Dejrawa qui abrite Al Hasen b. Abi'l Aych est assiégée par Ibn Abi'l Afya, représentant des Omeyyades au Maghreb central, qui la prennent. Al Hassan s'évade pour rejoindre son cousin Idris, fils d'Ibrahim, chef d'Archgul. Son neveu Al Buri, fils de Musa b. Abi'l Afya prend cette ville.
Ténès sera la capitale d'Ibrahim, fils de Muhammad, puis elle finit sous la domination de son fils Muhammad, du même nom, puis à Ibrahim (même nom), ensuite à Yahya et à Ali. Ce dernier est vaincu par les Zirides pendant le règne de Ziri ibn Menad en 953. Ali se réfugie alors chez les Maghraouides. Al Khir b. Muhammad bem Khazer des Maghraouis aide  Hamza et Yahya, fils d'Ali a passer en Espagne.
Ahmad fils de Sulayman, fils d'Ibrahim fut un chef du Maghreb central. Et parmi les descendants de Muhammad, fils de Sulayman, il y a Ituwich, fils de Hatech, fils d'Al Hassan, fils de Muhammad, fils de Sulayman, et Hammud, fils d'Ali, fils de Muhammad, fils de Sulayman.
Ibn Khaldoun relève que le Souk Hamza à Bougie, selon Ibn Hazm, ne porte pas le nom d'un idrisside, mais d'un Arabe de la tribu Sulaym. Il ajoute que Jawhar al-Siqilli, général fatimide, emmena les fils de Hamza à Kairouan.

### Récit d'Umm Al Benin
Selon Ibn Khaldoun, Oum al-Banin (qui veut dire mère de tous les enfants) est une femme qui est venu de Kairouan, elle était de la tribu arabe de Quraych. Elle s'appelait Fatima. Cette femme fut riche et elle vint s'établir à Fès. Elle sera la fondatrice de la première université au monde Université Al Quaraouiyine en 859 et fera creuser un puits pour l'usage public.

### Le gouvernement idrisside
La dynastie Idrisside est sortie victorieuse de la guerre fratricide entre les fils d'Idris II contre les divisions et le séparatisme pour redevenir unie sous le commandement de Muhammad ben Idris. Mais son règne est bref et la mort l'emporte en 836
Le jour même et à l'âge de neuf ans et quatre mois, son fils, connu plus tard sous le nom de Ali Haïdara, prend le titre d'émir. C'était un homme d'une grande noblesse et doté d'une grande intelligence. Il réorganise le pays et crée des institutions, il réintroduit la justice, fortement soutenu par son entourage. Il apporte à la population la sécurité et la prospérité jusqu'à ce qu'il décède en 848. Son fils Ahmad Mezouar quitte Fès pour le pays jbala et, à la demande des Beni Arouss, il envoie son fils Sellam. La descendance de l'émir Ali ben Muhammad assure sa succession dans le pays de Beni Arous. Le règne passe aux mains de son frère Yahya ben Muhammad, qui commence par organiser l'administration du pays. Il a découpé le pays et envoyé ses oncles et frères administrer les régions et s'est reposé sur eux. Ils se sont mal comportés et se sont approprié le commandement des tribus et leur ont déclaré "nous ne sommes les fils que d'un seul père". 
L'émir s'est particulièrement intéressé au bien-être de ses citoyens et a construit des jardins, des hammams et des commerces, c'est d'ailleurs pendant son règne que la célèbre mosquée Quaraouiyine fut bâtie. Après sa mort, c'est son fils Yahya ben Yahya qui prit le règne et c'est à cette époque que la dynastie est entrée dans une période d'affaiblissement car il était corrompu, frivole et de mauvaise foi. Il s'est épris d'une jolie juive nommé Hana et a voulu abuser d'elle dans un hammam, lorsqu'elle appela au secours, on vint la secourir et on accusa l'émir d'adultère. C'est cette action qui changea l'estime de la population de Fès et à leur tête Abd Er-rahmane ben Abi Sahl Al-Jidami qui voulait le tuer. Mais sa femme, la princesse Atika fille d'Ali ben Omar ben Idris a facilité sa fuite de la rive kairouaniase à la rive andalouse tout en refusant d'y aller avec lui. Lorsqu'il arriva sain et sauf, il fut atteint par de lourds remords et par la honte de ce scandale et mourut la nuit même.
Les actions de Yahya, ont mené Fès pour la première fois à être dirigé par un étranger à la dynastie (Abd Er-rahmane ben Abi Sahl Al-Jidami). Ce qui a eu pour conséquence que les Marocains ont commencé à se permettre de s'insurger et à les combattre malgré l'aura de respect qu'ils avaient car étant les neveux de Mahomet.
Lorsque Yahya mourut, et bien qu'elle eût été maltraitée, et au vu de ce qu'il est advenu de la maison des Idrissides (dirigée par Abd Er-rahmane ben Abi Sahl Al-Jidami, chef de la garde), elle commença à écrire à Ali ben Umar en l'informant de la situation à Fès et en le priant d'accourir vers la ville avant que ça ne s'aggrave. Le prince était dans le pays du Rif et des Sanhaja, lorsque la missive arriva, il mit immédiatement son armée en marche et se dirigea vers Fès. Il entra sur la rive kairouanaise et Abd Er-rahmane ben Abi Sahl Al-Jidami prit aussitôt la fuite. La population de Fès était heureuse de cette arrivée car elle n'avait pas oublié ce que les Idrissides avaient fait pour eux et pour tout le pays, car pour la première fois cette région avait une existence et ils ont mis fin aux velléités des Abbassides et des étrangers sur les villes marocaines. Ce sont également eux qui ont mis les Berbères directement face à l'islam et le résultat est que toutes les régions sous leur domination ont été islamisées, mettant fin au judaïsme, christianisme et même à la magie. 
Lorsque Ali ben Umar est rentré, les gens de Fès ont accouru vers lui et lui prêtèrent serment.
L'émir est resté dans sa nouvelle capitale, et était occupé à améliorer le quotidien de ses citoyens. Une rébellion s'est organisée dans les montagnes de Bouiblanes sous les ordres de Abderazak Al-fihri Assafri qui faisait partie de la famille de Huesca en Andalousie[réf. nécessaire]. Lorsqu'il eut construit son château et mis sur pied une armée, il marcha vers Fès pour la prendre. Lorsqu'il arriva, Ali ben Umar est sorti pour le combattre et une bataille féroce s'ensuivit qui vit la défaite d'Ali qui fuit vers l'Andalousie. C'est ainsi qu'Abderazak Al-fihri Assafri entra dans le quartier des Andalous tandis que le quartier des Kairouanais lui a résisté. Alors que tout montrait que la fin des Idrissides était venue, on vit jouer la sacralité du serment prononcé par la population de Fès à la dynastie car ils ne se sont pas juste contentés de combattre Abderazak Al-fihri Assafri, ils ont envoyé une lettre à Yahya ben al-Qasim le pressant de venir mettre un terme à la présence de cet étranger dans la maison Idrisside.
Yahya ben al-Qasim est accouru vers Fès et s'est installé dans le quartier des Kairouanais avant d'attaquer avec vigueur l'intrus en le chassant définitivement du quartier andalou.
Après avoir arrangé la situation à Fès, il mit sur pied une armée pour combattre les Assafris. Il fut tué en 904 par Rabii ben Sulayman.
Yahya ben Idris ben Umar prit le commandement de la dynastie, il était par ailleurs le plus apte à prendre le pouvoir, c'était aussi un homme d'islam, de justice. Sous son règne la dynastie entrera dans une nouvelle période en ce qui concerne ses relations avec l'étranger.

### Legs et patrimoine
Les Idrissides laissent d'autres legs importants au patrimoine du Maghreb, notamment au Maroc ; la mosquée Al Quaraouiyine et la mosquée des Andalous à Fez, les mausolées d'Idris Ier à Zerhoun et d'Idriss II à Fès, ainsi que la mosquée du vieux Ténès en sont les principaux exemples.
Sous les Idrissides, la calligraphie traditionnelle coufique évolue vers un style propre : la calligraphie dite maghribî qui atteindra sa plénitude au XIe siècle. L'art de l'enluminure va également connaitre un essor.

## Chronologie
Le 5 février 789, à Volubilis Idris Ier est proclamé imam du Maroc. 
En 791, l'État marocain est créé. Idriss Ier, descendant de `Ali, gendre de Mahomet, fuit l'Arabie pour échapper au massacre de sa famille et vient s'installer à Volubilis (Walili) après une halte à Tlemcen-Agadir où il fit bâtir la mosquée d'Agadir (790), et fonde la cité de Fès qui après sa mort en 792 sera désignée capitale du royaume par son fils successeur Idriss II, ce dernier s'occupe de la construction de la ville jusqu'en 803 et meurt en 828.
L'administration du royaume est confiée à ses fils, puis à ses frères. La vie économique à Fès est prospère, en 857 et 859, la cité se prévaut des prodigieuses mosquées Quaraouiyine et des Andalous. Au début du Xe siècle les Idrisides sont indiqués califes à Cordoue jusqu'à ce que la division de l'Espagne cause leur décadence et leur disparition en 1055.
En plus des querelles internes, la dynastie dut faire face aux Fatimides à l'est, puis aux Omeyyades de Cordoue au nord. Ils essayèrent de jouer de la rivalité entre ces deux grandes dynasties. Le dernier Idrisside se rendit aux Omeyyades.
Quelques décennies plus tard, des descendants de la famille qui s'étaient maintenus en Andalousie donnèrent naissance, à l'époque des taïfas, à la principauté des Hammudites.
Les Idrissides régnèrent sur Tlemcen durant 140 ans.
Chronologie des sultanats idrissides

### Les fondateurs
- 789-791 : Idrîs Ier
- 791-828 : Idrîs II (N'assure réellement la gouvernance Idrissides qu'à partir de 803, à l'âge de 11 ans.)

### Les émirs
- 828-836 : Muhammad ben Idrîs

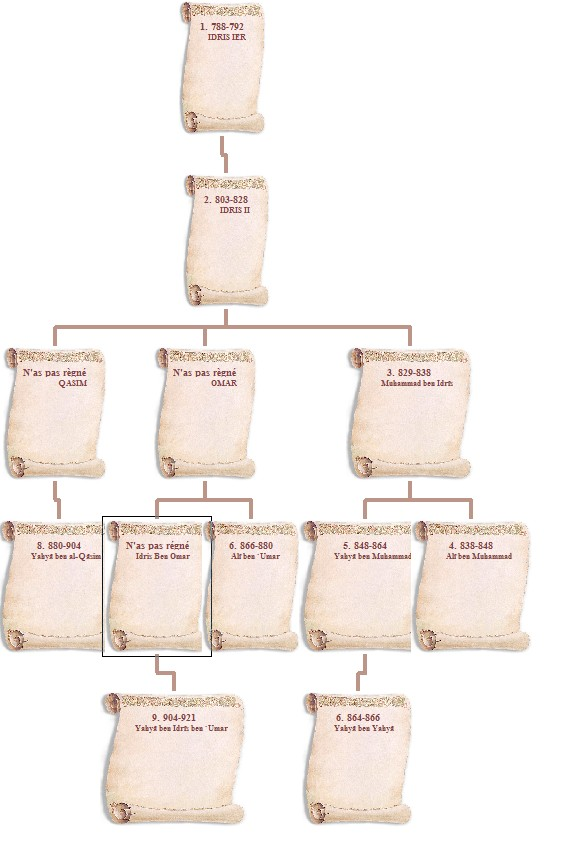
Généalogie idrisside Simplifiée

- 836-848 : `Alî ben Muhammad (Ali Ier)
- 848-864 : Yahyâ ben Muhammad (Yahya Ier)
- 864-866 : Yahyâ ben Yahyâ (Yahya II)
- 866-880 : `Alî ben `Umar (Ali II)
- 880-904 : Yahyâ ben al-Qâsim (Yahya III)
- 904-922 : Yahyâ ben Idrîs ben `Umar (Yahya IV)
- 905-922 : Al-Hajjâm al-Hasan ben Muhammad ben al-Qâsim dans le Rif (Hassan Ier al-Hajam)
- 922-925 : gouvernance de la dynastie Idrissides (période de troubles et d’anarchie)
- 925-927 : Al-Hajjâm al-Hasan ben Muhammad ben al-Qâsim à Fès (Hassan Ier al-Hajam)
- 927-938 : Gouvernance de la dynastie Idrissides (période de troubles et d'anarchie)
- 938-949 : Al-Qâsim Kannûn ben Ibrâhîm
- 949-954 : Abû al-`Aych Ahmad ben al-Qâsim Kannûn
- 954-974 : Al-Hasan ben Kannûn (Hassan II)
- 974-985 : Al-Hasan ben Kannûn (Hassan II) en exil depuis 974 jusqu'à 985, date à laquelle le dernier prince idrisside fut assassiné sur les ordres des Omeyyades de Cordoue.

En 1016, Ali, issu d'une branche collatérale, descendant d'Omar, fils d'Idris II, devient caliphe de Cordoue.

## Descendance

### Rameaux notoires de la dynastie idrisside

#### Moyen Âge
- la dynastie des Hammudites en Al-Andalus (1016-1058) ;
- la lignée des princes Banu Rachid (branche des Alami/Rahmouni/Raissouni) de Chefchaouen (1471-1561).

#### Époque moderne
- les émirs idrissides d'Asir (1906-1934).

### Chérifs idrissides
Les descendants des Idrissides, appelés « chérifs idrissides », sont principalement présents dans les principaux centres citadins du Nord du Maroc: Fès, Séfrou, Meknès, Tétouan, Ouezzane, Chefchaouen,Casablanca, Rabat, Salé, Taza, Ksar El Kébir et Tanger. Ils sont également présents dans certaines régions rurales du Maroc (Zerhoun, Beni Arous au Pays des Jbala, Hyayna, Ghomara, etc.), à l'est du Maroc jusqu'à l’Algérie (régions d'Oujda et de Tlemcen jusqu'à Chlef) et en Tunisie (régions de Bizerte et de Sousse). Ils constituent, selon l'historien Abdelhadi Tazi, l'une des cinq principales factions de Chorfas du Maroc.

### Recherche contemporaine
- Corisande Fenwick, « How to Found an Islamic State : The Idrisids as Rivals to the Abbasid Caliphate in the Far Islamic West », dans Letizia Osti et Maaike van Berkel (éds.), The Historian of Islam at Work, Brill, coll. « Islamic History and Civilization » (no 198), 2022 (ISBN 978-90-04-52523-8), p. 91–116.
- Amira K. Bennison et Hassan Limane, « Walīlā-Volubilis dans la tradition textuelle arabe », dans Elizabeth Fentress et Hassan Limane (éds.), Volubilis après Rome : Les fouilles UCL/INSAP, 2000-2005, Brill, coll. « Arts and Archaeology of the Islamic World » (no 11), 2018 (ISBN 978-90-04-37149-1), p. 61-73.
- Elizabeth Fentress, « La fin de Walīlā : La période mérinide », dans Elizabeth Fentress et Hassan Limane (éds.), Volubilis après Rome : Les fouilles UCL/INSAP, 2000-2005, Brill, coll. « Arts and Archaeology of the Islamic World » (no 11), 2018 (ISBN 978-90-04-37149-1), p. 105-110.
- (en) Chafik T. Benchekroun, « Idrīsids », dans Encyclopaedia of Islam, Brill, 2018, III éd. (ISBN 9789004356665, lire en ligne).
- (en) Elizabeth Fentress, « Idris I and the Berbers », dans Glaire D. Anderson, Corisande Fenwick et Mariam Rosser-Owen (éds.), The Aghlabids and their Neighbors, Brill, coll. « Handbook of Oriental Studies. / The Near and Middle East » (no 122), 2018 (ISBN 978-90-04-35604-7), p. 514–530.
- Chafik T. Benchekroun, « Les Idrissides entre la littérature historique zaydite des IXe – Xe siècles et l’historiographie mérinide malékite des XIIIe – XIVe siècles », dans Bruno Paoli and Iyas Hassan (éds.), La littérature aux marges du Adab, Beyrouth, Diacritiques Éditions/Ifpo, coll. « Institut français de Damas » (no 814), 2017 (ISBN 978-2-35159-728-6), p. 298–335.
- Chafik T. Benchekroun, « Les Idrissides entre Fatimides et Omeyyades », Revue des mondes musulmans et de la Méditerranée, no 139,‎ juin 2016, p. 29–50 (ISSN 0997-1327).
- (en) Chafik T. Benchekroun et Ludovic Liétard, « Les Idrissides à la lumière de fulūs frappés à Volubilis et Tahert », Arabica, vol. 62, nos 5-6,‎ novembre 2015, p. 727–740 (ISSN 1570-0585).
- Chafik T. Benchekroun, « Rāšid et les Idrissides : L’histoire « originelle » du Maroc entre marginalisation et glorification », Al-Qanṭara, vol. 35, no 1,‎ juin 2014, p. 7–37 (ISSN 1988-2955).
- Stephen Cory, « Idris I », dans Emmanuel K. Akyeampong et Henry Louis Gates, Jr., Dictionary of African Biography, vol. 3, Oxford University Press, 2012 (ISBN 9780195382075), p. 140-141.
- Chafik T. Benchekroun, « Les Idrissides : L’histoire contre son histoire », Al-Masaq: Journal of the Medieval Mediterranean, vol. 23, no 3,‎ 2011, p. 171-188.
- Michel Abitbol, Histoire du Maroc, Perrin, coll. « Pour l'histoire », 2009 (ISBN 978-2-262-02388-1), partie I, chap. Idris Ier et la naissance du premier royaume chérifien du Maroc, p. 40-54.
- Najam Haider, « The Community Divided : A Textual Analysis of the Murders of Idrīs b. ʿAbd Allāh (d. 175/791) », Journal of the American Oriental Society, vol. 128, no 3,‎ 2008, p. 459–475 (ISSN 0003-0279, lire en ligne).
- Edmond Bernus, « Idris Ier (788-791) », Encyclopédie berbère, no 24,‎ 2001, p. 3633–3635 (ISSN 1015-7344, lire en ligne, consulté le 3 septembre 2023).
- C. El Briga, « Idrisides », Encyclopédie berbère, no 24,‎ 2001, p. 3637–3638 (ISSN 1015-7344, lire en ligne).
- Mercedes Garcia-Arenal et Eduardo Manzano Moreno, « Idrīssisme et villes idrīssides », Studia Islamica, no 82,‎ 1995, p. 5–33 (ISSN 0585-5292).
- (en) Herman Beck, « Sultan Ismāʿīl and the Veneration of Idrīs I at Mawlāy Idrīs in the Djabal Zarhūn », dans Hans Bakker (éd.), The Sacred Centre as the Focus of Political Interest, Brill, 1992 (ISBN 978-90-04-64661-2), p. 53–65.
- Herman L. Beck, L'image d'Idrīs II, ses descendants de Fās et la politique sẖarīfienne des sultans marīnides (656-869/1258-1465), Brill, 1989 (lire en ligne).

### Sources antiques
- Ibn Khaldoun (trad. William Mac Guckin de Slane), Histoires des Berbères, Alger, Berti, 2013 (ISBN 978-9-9616-9188-5)